# Übergangsregierung von 1757

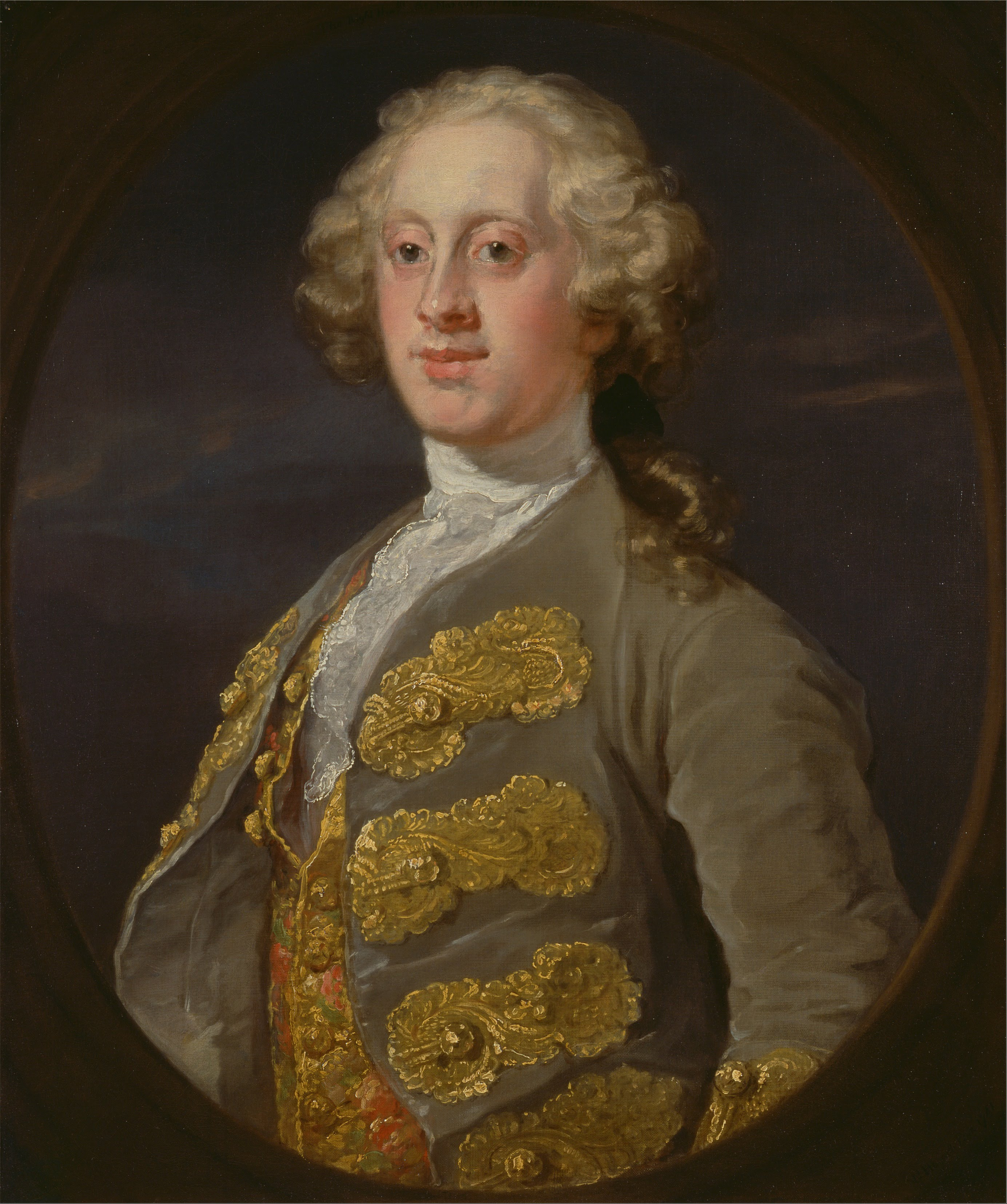
William Cavendish, 4. Duke of Devonshire

Die Übergangsregierung von 1757 war 1757 die Regierung des Königreichs Großbritannien. Sie wurde am 6. April 1757 von William Cavendish, 4. Duke of Devonshire gebildet und löste die Regierung Pitt–Devonshire ab. Sie blieb zum 1. Juli 1757 im Amt, woraufhin die Zweite Regierung Newcastle gebildet wurde, und bestand ausschließlich aus Mitgliedern der liberalen Whigs.
Aus den Unterhauswahlen vom 18. April bis zum 20. Mai 1754 gingen die Whigs unter Thomas Pelham-Holles, 1. Duke of Newcastle-upon-Tyne mit 368 der 558 Sitze im House of Commons als Sieger hervor. Die konservativen Tories unter Sir Edmund Isham stellten 106 Abgeordnete und die Patriot Whigs von John Stuart, 3. Earl of Bute 42 Parlamentarier, während andere Bewerber ebenfalls 42 Sitze erhielten.

## Kabinettsmitglieder
Dem Kabinett gehörten folgende Mitglieder an:
| Amt                           | Amtsinhaber                              | Beginn der Amtszeit | Ende der Amtszeit |
| ----------------------------- | ---------------------------------------- | ------------------- | ----------------- |
| Erster Lord des Schatzamtes   | William Cavendish, 4. Duke of Devonshire | 6. April 1757       | 1. Juli 1757      |
| Lordpräsident des Rates       | John Carteret, 2. Earl Granville         | 6. April 1757       | 1. Juli 1757      |
| Lordsiegelbewahrer            | Granville Leveson-Gower, 2. Earl Gower   | 6. April 1757       | 1. Juli 1757      |
| Erster Lord der Admiralität   | Daniel Finch, 8. Earl of Winchilsea      | 6. April 1757       | 1. Juli 1757      |
| Staatssekretär für den Norden | Robert Darcy, 4. Earl of Holderness      | 6. April 1757       | 1. Juli 1757      |
| Staatssekretär für den Süden  | Robert Darcy, 4. Earl of Holderness      | 6. April 1757       | 27. Juni 1757     |
| Schatzkanzler                 | William Murray, 1. Baron Mansfield       | 13. April 1757      | 1. Juli 1757      |